# مینزبروجه
مینزبروجه (به لاتین: Międzybrodzie) یک روستا در لهستان است که در گمینا سانوک واقع شده‌است. مینزبروجه ۱۰۰ نفر جمعیت دارد.